# 納扎美洲鱥
納扎美洲鱥（學名：Notropis nazas），為輻鰭魚綱鯉形目雅羅魚科的其中一種，分布於北美洲墨西哥杜蘭戈州聖地亞哥帕帕斯基亞羅的納薩斯河流域，本魚呈長橢圓形且側扁，眼大、口近下位，棲息在溪流底中層水域，生活習性不明。
</ref>